# Salijan Charipov
Salijan Chakirovitch Charipov (en russe : Салижан Шакирович Шарипов), est un cosmonaute russe, né le 24 août 1964.
Citoyen de la fédération de Russie, Salijan Charipov est aussi considéré comme le premier spationaute kirghize. Il a été distingué par le titre de Héros de la République kirghize.

## Vols réalisés
Charipov a volé comme membre d'équipage lors de la mission STS-89, lancée le 22 janvier 1998, constituant le 8e amarrage d'une navette spatiale américaine à la station Mir. Il est revenu sur Terre le 31 janvier 1998.
Il fut également membre de l'Expédition 10, passant plus de 192 jours en orbite. Il s'est envolé le 14 octobre 2004 à bord de la capsule Soyouz TMA-5. Il est revenu sur Terre le 24 avril 2005, à bord de la même capsule.